# كين رينغ (كاتب)
كين رينغ (بالإنجليزية: Ken Ring)‏ هو كاتب نيوزلندي، ولد في القرن العشرين.